# Вултуру
Вултуру (на румънски: Vulturu, историческо наименование: Cartal, на турски: Kartal) е село център на селска община в окръг Констанца в Северна Добруджа, Румъния.

## Етимология и география
През османския период селото носи името Картал, турска дума, която означава в превод „орел“. Неофициално жителите на селото днес използват и двете имена. през селото тече река, наречена също Картал. Селото е разположено в северната част на окръга върху платото Касимча, на 80 км от Констанца.

## История
Първият документ, цитиращ селището, е от 14 януари 1854 г. и е открит от професор Николае Морояну в Меджидия. На тази дата се състои ежегодния празник на селото, като през 2004 г. кметът Никулае Бребек въвежда по-дълготрайното честване „Дни на Кметство Вултуру“ – между 7 и 14 януари.

## Демография
|  |  |  |

|  |  |  |

## Спорт
Футболният отбор на селото се нарича Вииторул Вултуру.